# Nationale 1A 1990-91
La Nationale 1A 1990-1991 fue la edición número 69 de la Nationale 1A, la máxima competición de baloncesto de Francia. Los doce mejor clasificados accederían a los playoffs, descendiendo a Nationale 1B el ABC Nantes y el AS Mónaco Basket
El campeón sería por segunda vez en su historia, 21 años después, el Olympique d'Antibes, tras derrotar al CSP Limoges en la final en tres partidos.

## Equipos 1990-91
| Equipo                      | Ciudad        | Pabellón                                    | Capacidad |
| --------------------------- | ------------- | ------------------------------------------- | --------- |
| Olympique d'Antibes         | Antibes       | Salle Jean-Bunoz                            | 5000      |
| Cholet Basket               | Cholet        | La Meilleraie                               | 5191      |
| JDA Dijon                   | Dijon         | Palais des Sports Jean-Michel Geoffroy      | 4600      |
| BCM Gravelines Dunkerque    | Gravelines    | Sportica                                    | 3500      |
| Le Mans Sarthe Basket       | Le Mans       | Antarès                                     | 6003      |
| CSP Limoges                 | Limoges       | Palais des sports de Beaublanc              | 5500      |
| ASVEL Basket                | Villeurbanne  | Astroballe                                  | 5643      |
| AS Mónaco Basket            | Mónaco        | Estadio Luis II                             | 2500      |
| Montpellier Paillade Basket | Montpellier   | Palacio de los Deportes Pierre de Coubertin | 4003      |
| FC Mulhouse Basket          | Mulhouse      | Salle Marcel Tschanz                        | 3700      |
| ABC Nantes                  | Nantes        | Palais des sports de Beaulieu               | 4000      |
| Paris Basket Racing         | París         | Stade Pierre-de-Coubertin                   | 4200      |
| Élan Béarnais Pau-Orthez    | Pau-Orthez    | Palais des Sports de Pau                    | 7813      |
| Reims Champagne Basket      | Reims         | Complexe René-Tys                           | 2800      |
| Chorale Roanne Basket       | Roanne        | Halle André Vacheresse                      | 3000      |
| Saint-Quentin Basket-Ball   | Saint-Quentin | Palais des sports Pierre Ratte              | 3100      |

## Resultados

### Temporada regular
|     | Equipo                      | J  | G  | P  | PF   | PC   | Pts | Clasificación             |
| --- | --------------------------- | -- | -- | -- | ---- | ---- | --- | ------------------------- |
| 1.  | Olympique d'Antibes         | 30 | 22 | 8  | 2793 | 2624 | 52  | playoff                   |
| 2.  | Cholet Basket               | 30 | 21 | 9  | 2842 | 2595 | 51  | playoff                   |
| 3.  | CSP Limoges                 | 30 | 21 | 9  | 3026 | 2678 | 51  | playoff                   |
| 4.  | Pau-Orthez                  | 30 | 19 | 11 | 2897 | 2789 | 49  | playoff                   |
| 5.  | FC Mulhouse Basket          | 30 | 18 | 12 | 2689 | 2566 | 48  | playoff                   |
| 6.  | JDA Dijon                   | 30 | 17 | 13 | 2497 | 2502 | 47  | playoff                   |
| 7.  | ASVEL Basket                | 30 | 16 | 14 | 2511 | 2595 | 46  | playoff                   |
| 8.  | BCM Gravelines Dunkerque    | 30 | 16 | 14 | 2394 | 2404 | 46  | playoff                   |
| 9.  | Saint-Quentin Basket-Ball   | 30 | 15 | 15 | 2433 | 2406 | 45  | playoff                   |
| 10. | Paris Basket Racing         | 30 | 13 | 17 | 2486 | 2503 | 43  | playoff                   |
| 11. | Montpellier Paillade Basket | 30 | 13 | 17 | 2645 | 2705 | 43  | playoff                   |
| 12. | Reims Champagne Basket      | 30 | 12 | 18 | 2531 | 2600 | 42  | playoff                   |
| 13. | Le Mans Sarthe Basket       | 30 | 12 | 18 | 2548 | 2673 | 42  | Promoción de descenso     |
| 14. | Chorale Roanne Basket       | 30 | 11 | 19 | 2635 | 2759 | 41  | Promoción de descenso     |
| 15. | ABC Nantes                  | 30 | 11 | 19 | 2445 | 2616 | 41  | Descienden a Nationale 1B |
| 16. | AS Mónaco Basket            | 30 | 3  | 27 | 2653 | 3010 | 33  | Descienden a Nationale 1B |

## Playoff
|  | Octavos de final         | Octavos de final         |                       |                | Cuartos de final | Cuartos de final        |   |  | Semifinales | Semifinales |  |  | Final | Final |
|  |                          |                          |                       |                |                  |                         |   |  |             |             |  |  |       |       |
|  |                          |                          |                       |                |                  |                         |   |  |             |             |  |  |       |       |
|  |                          |                          |                       |                |                  |                         |   |  |             |             |  |  |       |       |
|  | 1. Olympique d'Antibes   | 2                        |                       |                |                  |                         |   |  |             |             |  |  |       |       |
|  | 1. Olympique d'Antibes   | 2                        | 8. BCM Gravelines     | 0              |                  |                         |   |  |             |             |  |  |       |       |
|  |                          | 9. Saint-Quentin         | 8. BCM Gravelines     | 0              | 0                |                         |   |  |             |             |  |  |       |       |
|  | 9.Saint-Quentin          | 9. Saint-Quentin         | 2                     |                | 0                | 1. Olympique d'Antibes  | 2 |  |             |             |  |  |       |       |
|  | 9.Saint-Quentin          |                          | 2                     |                |                  | 1. Olympique d'Antibes  | 2 |  |             |             |  |  |       |       |
|  |                          |                          |                       | 4. Pau-Orthez  | 1                |                         |   |  |             |             |  |  |       |       |
|  | 4. Pau-Orthez            | 2                        |                       | 4. Pau-Orthez  | 1                |                         |   |  |             |             |  |  |       |       |
|  | 4. Pau-Orthez            | 2                        | 5. FC Mulhouse Basket | 1              |                  |                         |   |  |             |             |  |  |       |       |
|  |                          | 12. Reims Champagne      | 5. FC Mulhouse Basket | 1              | 1                |                         |   |  |             |             |  |  |       |       |
|  | 12. Reims Champagne      | 12. Reims Champagne      | 1                     |                | 1                | 1. Olympique d'Antibes  | 2 |  |             |             |  |  |       |       |
|  | 12. Reims Champagne      |                          | 1                     |                |                  | 1. Olympique d'Antibes  | 2 |  |             |             |  |  |       |       |
|  |                          |                          |                       | 3. CSP Limoges | 1                |                         |   |  |             |             |  |  |       |       |
|  | 2. Cholet Basket         | 0                        |                       | 3. CSP Limoges | 1                |                         |   |  |             |             |  |  |       |       |
|  | 2. Cholet Basket         | 0                        | 7. ASVEL Basket       | 0              |                  |                         |   |  |             |             |  |  |       |       |
|  |                          | 10. Paris Basket Racing  | 7. ASVEL Basket       | 0              | 2                |                         |   |  |             |             |  |  |       |       |
|  | 10. Paris Basket Racing  | 10. Paris Basket Racing  | 2                     |                | 2                | 10. Paris Basket Racing | 0 |  |             |             |  |  |       |       |
|  | 10. Paris Basket Racing  |                          | 2                     |                |                  | 10. Paris Basket Racing | 0 |  |             |             |  |  |       |       |
|  |                          |                          |                       | 3. CSP Limoges | 2                |                         |   |  |             |             |  |  |       |       |
|  | 3. CSP Limoges           | 2                        |                       | 3. CSP Limoges | 2                |                         |   |  |             |             |  |  |       |       |
|  | 3. CSP Limoges           | 2                        | 6. JDA Dijon          | 1              |                  |                         |   |  |             |             |  |  |       |       |
|  |                          | 11. Montpellier Paillade | 6. JDA Dijon          | 1              | 1                |                         |   |  |             |             |  |  |       |       |
|  | 11. Montpellier Paillade | 11. Montpellier Paillade | 1                     |                | 1                |                         |   |  |             |             |  |  |       |       |
|  | 11. Montpellier Paillade |                          | 1                     |                |                  |                         |   |  |             |             |  |  |       |       |